# Araucoxenia paradoxa
Araucoxenia paradoxa là một loài ruồi trong họ Limoniidae. Chúng phân bố ở vùng Tân nhiệt đới.